# Chantrigné
Chantrigné és un municipi francès situat al departament de Mayenne i a la regió de País del Loira. L'any 2007 tenia 613 habitants.

## Demografia

### Població
El 2007 la població de fet de Chantrigné era de 613 persones. Hi havia 250 famílies de les quals 76 eren unipersonals (36 homes vivint sols i 40 dones vivint soles), 85 parelles sense fills, 85 parelles amb fills i 4 famílies monoparentals amb fills.
La població ha evolucionat segons el següent gràfic:
Habitants censats

### Habitatges
El 2007 hi havia 338 habitatges, 248 eren l'habitatge principal de la família, 59 eren segones residències i 31 estaven desocupats. 315 eren cases i 19 eren apartaments. Dels 248 habitatges principals, 178 estaven ocupats pels seus propietaris, 66 estaven llogats i ocupats pels llogaters i 3 estaven cedits a títol gratuït; 3 tenien una cambra, 22 en tenien dues, 52 en tenien tres, 67 en tenien quatre i 103 en tenien cinc o més. 212 habitatges disposaven pel capbaix d'una plaça de pàrquing. A 128 habitatges hi havia un automòbil i a 98 n'hi havia dos o més.

### Piràmide de població
La piràmide de població per edats i sexe el 2009 era:
| Homes | Edats   | Dones |
| ----- | ------- | ----- |
| 0     | 95 o +  | 3     |
| 1     | 90 a 94 | 9     |
| 7     | 85 a 89 | 9     |
| 6     | 80 a 84 | 9     |
| 18    | 75 a 79 | 24    |
| 19    | 70 a 74 | 15    |
| 18    | 65 a 69 | 20    |
| 20    | 60 a 64 | 15    |
| 7     | 55 a 59 | 17    |
| 16    | 50 a 54 | 12    |
| 19    | 45 a 49 | 11    |
| 16    | 40 a 44 | 19    |
| 23    | 35 a 39 | 10    |
| 26    | 30 a 34 | 27    |
| 14    | 25 a 29 | 21    |
| 14    | 20 a 24 | 12    |
| 19    | 15 a 19 | 9     |
| 13    | 10 a 14 | 11    |
| 27    | 5 a 9   | 14    |
| 12    | 0 a 4   | 25    |

## Economia
El 2007 la població en edat de treballar era de 328 persones, 262 eren actives i 66 eren inactives. De les 262 persones actives 242 estaven ocupades (135 homes i 107 dones) i 20 estaven aturades (9 homes i 11 dones). De les 66 persones inactives 32 estaven jubilades, 21 estaven estudiant i 13 estaven classificades com a «altres inactius».

### Ingressos
El 2009 a Chantrigné hi havia 248 unitats fiscals que integraven 585 persones, la mediana anual d'ingressos fiscals per persona era de 16.089 €.

### Activitats econòmiques
Dels 36 establiments que hi havia el 2007, 3 eren d'empreses extractives, 1 d'una empresa alimentària, 3 d'empreses de fabricació d'altres productes industrials, 7 d'empreses de construcció, 4 d'empreses de comerç i reparació d'automòbils, 2 d'empreses de transport, 1 d'una empresa d'hostatgeria i restauració, 1 d'una empresa financera, 11 d'empreses immobiliàries, 1 d'una empresa de serveis, 1 d'una entitat de l'administració pública i 1 d'una empresa classificada com a «altres activitats de serveis».
Dels 16 establiments de servei als particulars que hi havia el 2009, 1 era un taller de reparació d'automòbils i de material agrícola, 1 paleta, 1 fusteria, 1 lampisteria, 1 electricista, 1 perruqueria, 1 restaurant i 9 agències immobiliàries.
Dels 2 establiments comercials que hi havia el 2009, 1 era una botiga de menys de 120 m² i 1 una fleca.
L'any 2000 a Chantrigné hi havia 51 explotacions agrícoles que ocupaven un total de 1.620 hectàrees.

## Equipaments sanitaris i escolars
El 2009 hi havia una escola elemental.

## Poblacions més properes
El següent diagrama mostra les poblacions més properes.